# Santa Ana
Santa Ana este un municipiu în statul Sonora, Mexic.
1. ↑  Institutul național de statistică, geografie și informatică
2. ↑   https://micodigopostal.org/sonora/santa-ana/ Lipsește sau este vid: |title= (ajutor)